# パンケーキが食べたくなったらペンギン
『パンケーキが食べたくなったらペンギン』（パンケーキがたべたくなったらペンギン）は、iTunesなどで配信されていた、長瀬ゆずは・渡会ななせのユニット『ピニャコラーダ』出演のインターネットラジオ番組。

## 概要
お試し回（0回）放送開始。
2013年7月1日より第1回放送開始。リスナーは「りーなさん」という名称で呼ばれる。
2016年6月22日、渡会ななせの声優業引退に伴い、ラジオ番組の終了と、音楽ユニット「ピニャコラーダ」を解散した。